# Pozalesie (rejon święciański)
Pozalesie – dawny zaścianek. Obecnie część wsi Kłaczuny na Litwie, w okręgu wileńskim, w rejonie święciańskim, w gminie Podbrodzie.

## Historia
W czasach zaborów dwa zaścianki w gminie Kiemieliszki, w powiecie święciańskim, w guberni wileńskiej Imperium Rosyjskiego. W 1905 roku pierwszy liczył 6 mieszkańców, 20 dziesięcin; drugi liczył 3 mieszkańców, 20 dziesięcin. Zaścianki były własnością Masiewicza.
W dwudziestoleciu międzywojennym zaścianek leżał w Polsce, w województwie wileńskim, w powiecie święciańskim, w gminie Kiemieliszki.
W 1931 w 1 domu zamieszkiwały 3 osoby.
Od 1945 roku w Litewskiej Socjalistycznej Republice Radzieckiej.
Od 1990 na niepodległej Litwie.